# La Rivière du crime
La Rivière du crime, ou La rivière sanglante au Québec (The River Murders), est un film américain réalisé par Rich Cowan, sorti en 2011 aux États-Unis.

## Synopsis
Lorsqu'un premier corps est découvert par la police, tout semble être le fruit du hasard, les inspecteurs chargés de l'enquête pensent qu'il s'agit d'une affaire tristement banale et que le coupable sera vite découvert. Mais un second meurtre vient rendre le dossier plus complexe. L'agent Jack Verdon a maintenant de bonnes raisons de s'inquiéter : certaines victimes d'une série de crimes sexuels violents sont ses ex petites amies. Soupçonné par l'agent du FBI qui a pris le dossier en main et suspendu par son capitaine, Jack doit travailler dans l'illégalité pour trouver le meurtrier, sauver sa bien-aimée et conserver ce qui reste de son passé. Le tueur, lui, n'a pas l'intention de le laisser agir à sa guise...

## Fiche technique
- Titres francophones : La Rivière du crime ( France) et La rivière sanglante ( Québec)
- Titre original : The River Murders
- Réalisation : Rich Cowan
- Photographie : Dan Heigh
- Scénario : Steve Anderson
- Musique : Pinar Toprak
- Pays :  États-Unis
- Durée : 120 min

## Distribution
Légende : V. Q. = Version Québécoise
- Ray Liotta (V .F : Bernard Gabay ; V. Q. : Benoit Rousseau) : Jack Verdon
- Ving Rhames (V .F : Saïd Amadis ; V. Q. : Manuel Tadros) : Capitaine Langley
- Christian Slater (V .F : Philippe Vincent ; V. Q. : Gilbert Lachance) : Agent Vukovich
- Michael Rodrick (V. Q. : Frédéric Paquet) : John Lee
- Gisele Fraga (V. Q. : Catherine Proulx-Lemay) : Ana Verdon
- Sarah Ann Schultz (V. Q. : Geneviève Désilets) : Jenny Thames
- Raymond J. Barry (V. Q. : Mario Desmarais) : Trent Verdon
- Melora Walters (V. Q. : Hélène Mondoux) : Agent Glover
- Cindy Dolenc : Annie Locke
- Michelle Krusiec : Sung Li
- Serena Caryl : Rebecca
- Chris Leblanc (V. Q. : Jean-Luc Montminy) : Détective Soter